# World Professional Billiards and Snooker Association
La World Professional Billiards and Snooker Association (abrégé WPBSA) est l'association internationale régissant le billard anglais et le snooker professionnel.
Créée en 1968, son siège est situé à Bristol en Angleterre, et son président est Jason Ferguson (depuis 2015). Malgré son investissement, Ferguson est épaulé, et même parfois éclipsé par son bras droit ; Barry Hearn, qui est chargé de signer des contrats pour parrainer les différentes compétitions de snooker.
Dans le but de soutenir et d'approuver une place du snooker aux Jeux olympiques, est fondée une association en lien avec la WPBSA : la Fédération mondiale de snooker. Malgré un combat mené entre autres par le joueur Shaun Murphy, la candidature pour les Jeux olympiques d'été de 2020 est refusée. En janvier 2020, la fédération est renommée World Snooker Tour,.

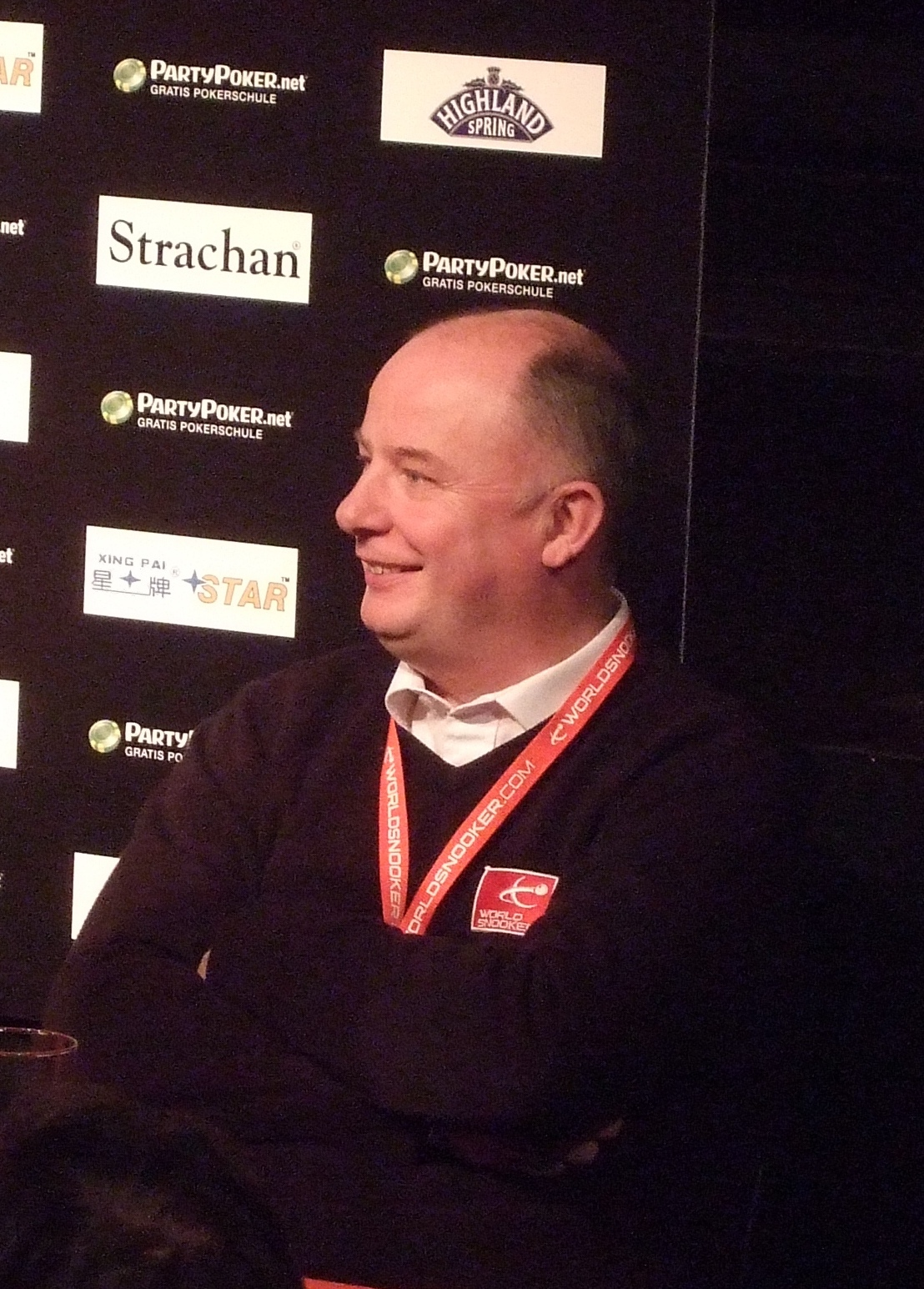
Mike Ganley, employé de la WPBSA.

## Historique
Le 26 juillet 1946, Joe Davis fonde la première fédération mondiale de snooker ; la Professional Billard Players Association (PBPA). Cependant, avec le déclin du billard dans les années 1950, l'association ne résiste pas et disparaît. Ce n'est qu'en 1968 qu'une nouvelle fédération est fondée, fédération qui voit à sa tête Mike Green.
L'association, du nom de Billards Association and Control Council, est renommée en WPBSA en décembre 1970. Cette association est organisée en 1982. Cette organisation de la fédération a pour finalité l'acquisition de sponsors pour mieux organiser les différents tournois.
Green démissionne en 1985. Il est remplacé par Martin Blake qui décide de délocaliser le siège social de la fédération situé à Birmingham à Bristol. Depuis, d'autres présidents se sont remplacés : Jeffrey Archer, Rex Williams, ou encore John Virgo, tous des anciens joueurs. Le dernier en date, Jason Ferguson, a été élu en 2015.
En janvier 2020, la World Snooker annonce qu'elle sera désormais reconnue sous le nom de World Snooker Tour,.

## Structure

Schéma de la structure de l'association.

## Logos

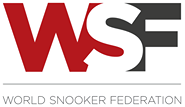
Logo de la World Snooker Federation en 2017.

## Activités promotionnelles
Depuis maintenant quelques années, la WPBSA a signé des contrats avec des grands promoteurs chinois, afin d'organiser des gros événements en Chine. Parmi ces événements, on peut retrouver le Masters de Shanghai, l'Open de Chine, le championnat international, ou encore le Classique de Wuxi (tournoi abandonné), s'inscrivant parmi les compétitions annuelles les plus importantes.

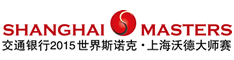
Logo de l'édition 2015 du Masters de Shanghai.
Logo de l'Open de Chine.
Logo du championnat international 2013.
Logo du Classique de Wuxi 2012.

En 2015, la fédération tente même de faire reconnaître le snooker comme sport olympique. C'est d'ailleurs le joueur Shaun Murphy qui a essayé de mettre le mieux que possible sa discipline en avant, lors d'une commission organisée à la tour Eiffel. Au regret de beaucoup, cela s'est avéré être un échec.

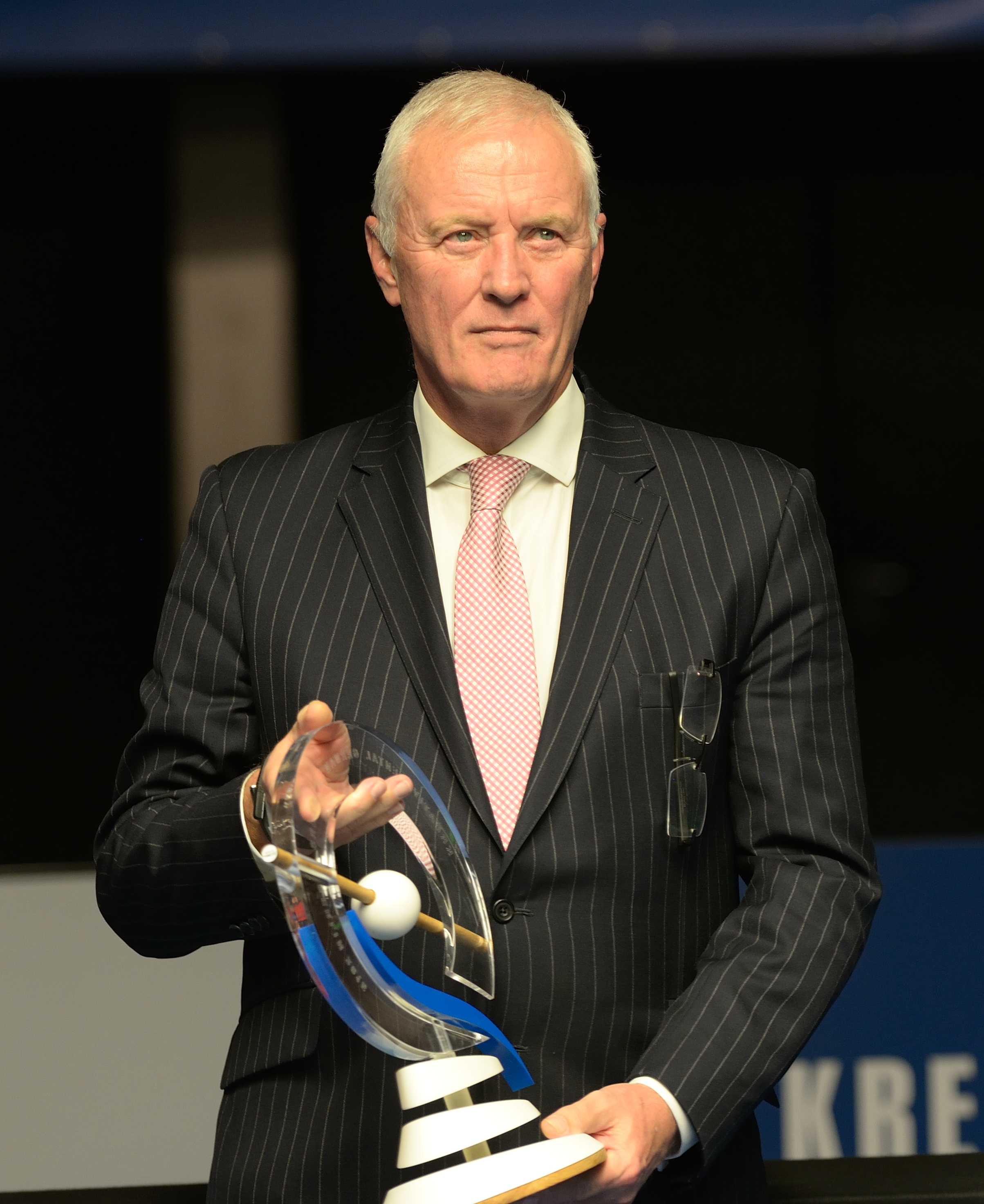
Barry Hearn, souvent au cœur des controverses.

## Controverses
En 2001, les joueurs Stephen Hendry et Mark Williams se plaignent auprès de la justice que la WPBSA les a empêché d'aller vers d'autres sociétés de gestion, afin d'avoir la main mise la plus totale qu'il soit sur le marché du snooker.
La fédération a aussi été critiquée par John Higgins, qui reproche à la WPBSA de ne pas s'ouvrir aux pays d'Europe de l'Est, en vue de signer des contrats, et donc d'offrir des nouveaux sponsors aux tournois de snooker. Higgins a d'ailleurs soutenu le rival direct de la WPBSA, l'organisateur des séries mondiales de snooker.
En fin d'année 2008, un nouveau scandale fait rage au sein de l'association, au sujet d'un désaccord sur la planification d'un tournoi ; le championnat de Bahreïn. Le tournoi, programmé en même temps que la première ligue, est finalement boycotté par certains joueurs, bien qu'il compte pour le classement. En plein cœur de la polémique, l'organisateur de la première ligue Barry Hearn explique : « Je suis très déçu et ne comprends pas pourquoi la World Snooker n'a pas discuté de nouvelles dates avec nous » . John Higgins fait quant à lui appel à la Justice pour tenter de régler le souci. En réponse à Hearn et Higgins, la World Snooker explique que la première ligue est un événement de deuxième grade et qu'il n'empêche pas l'organisation de tournois classés pendant l'épreuve.
Barry Hearn acquit la majorité des participations commerciales du snooker, au détriment de celles de la World Snooker en 2010.